# Nuda
Nuda är en klass av kammaneter. Nuda ingår i fylumet Ctenophora och riket djur.
Klassen innehåller bara ordningen Beroida.

## Bildgalleri

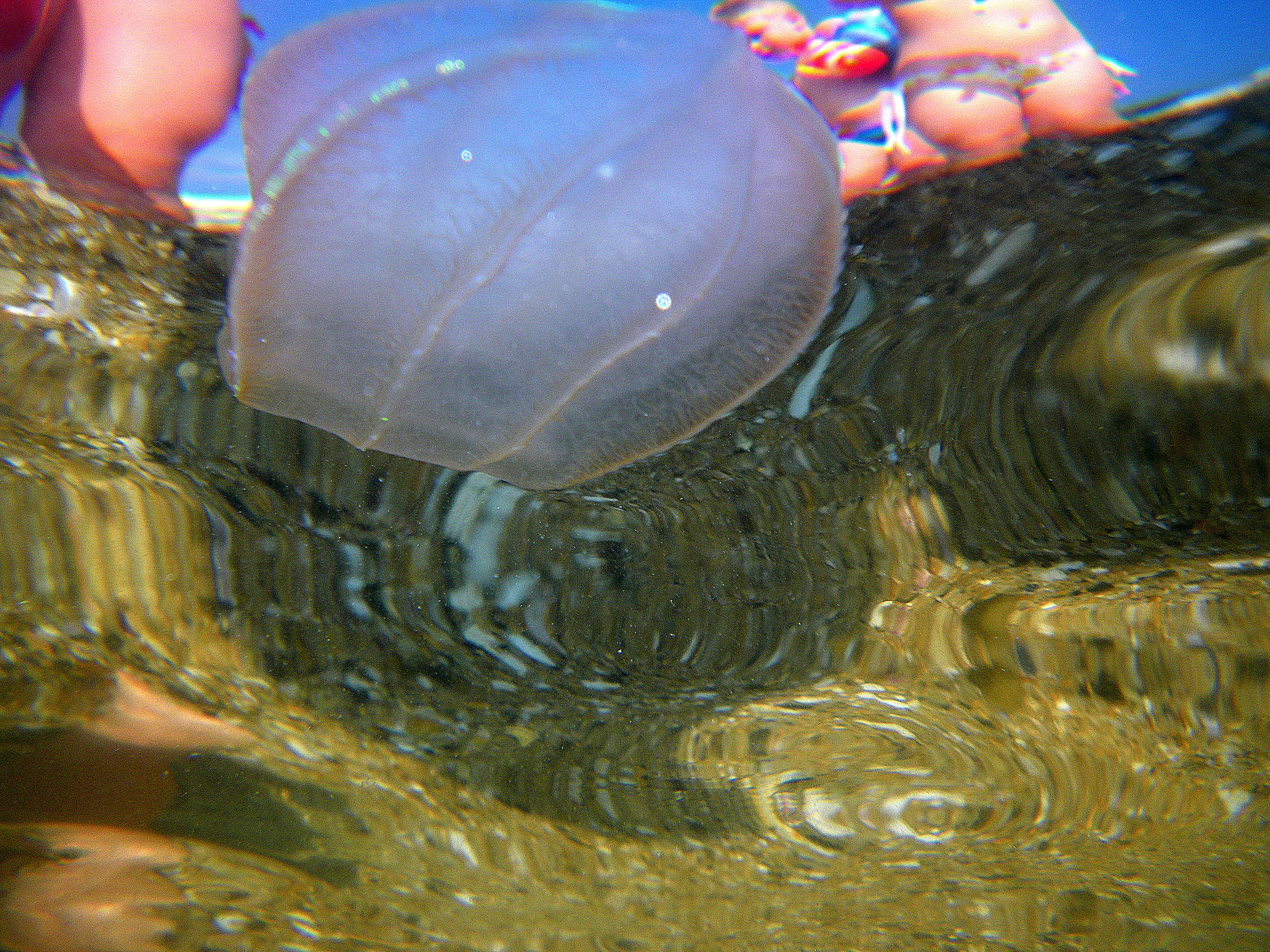
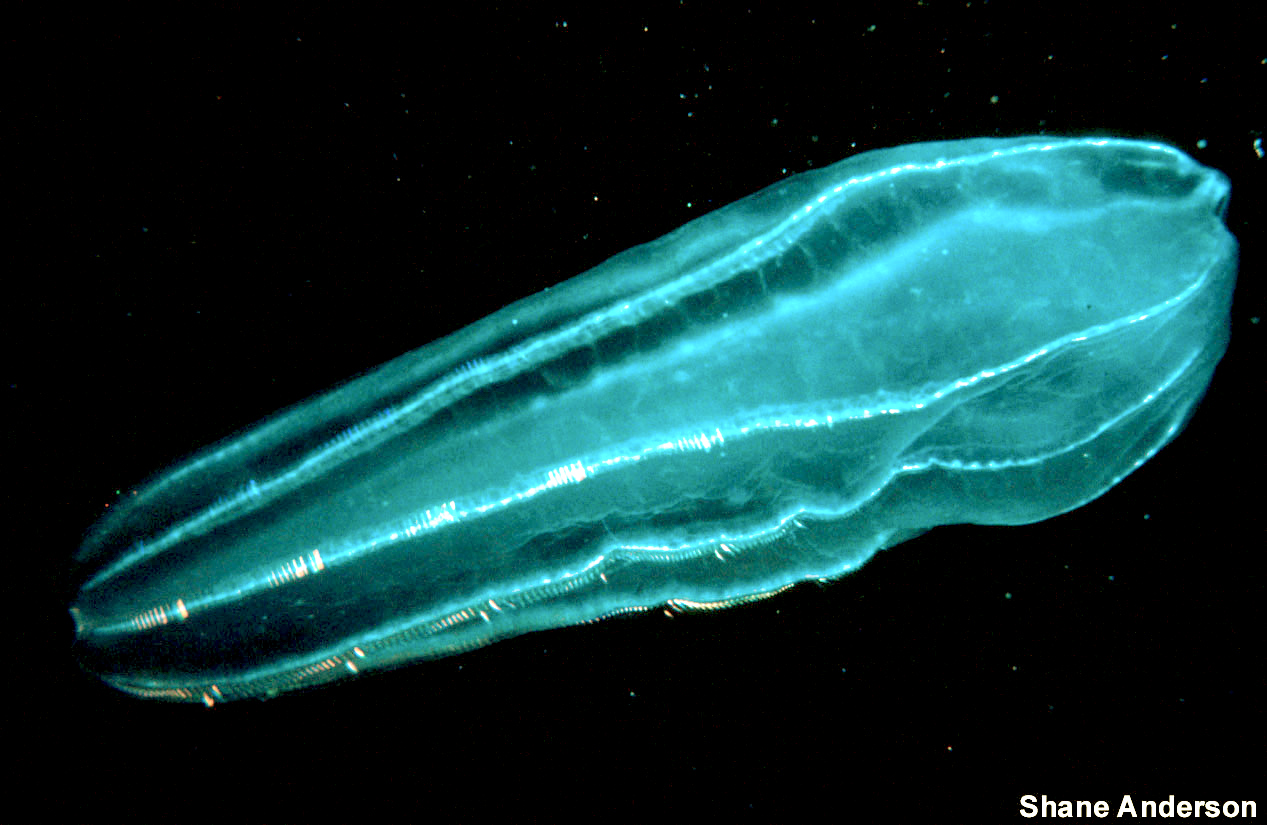
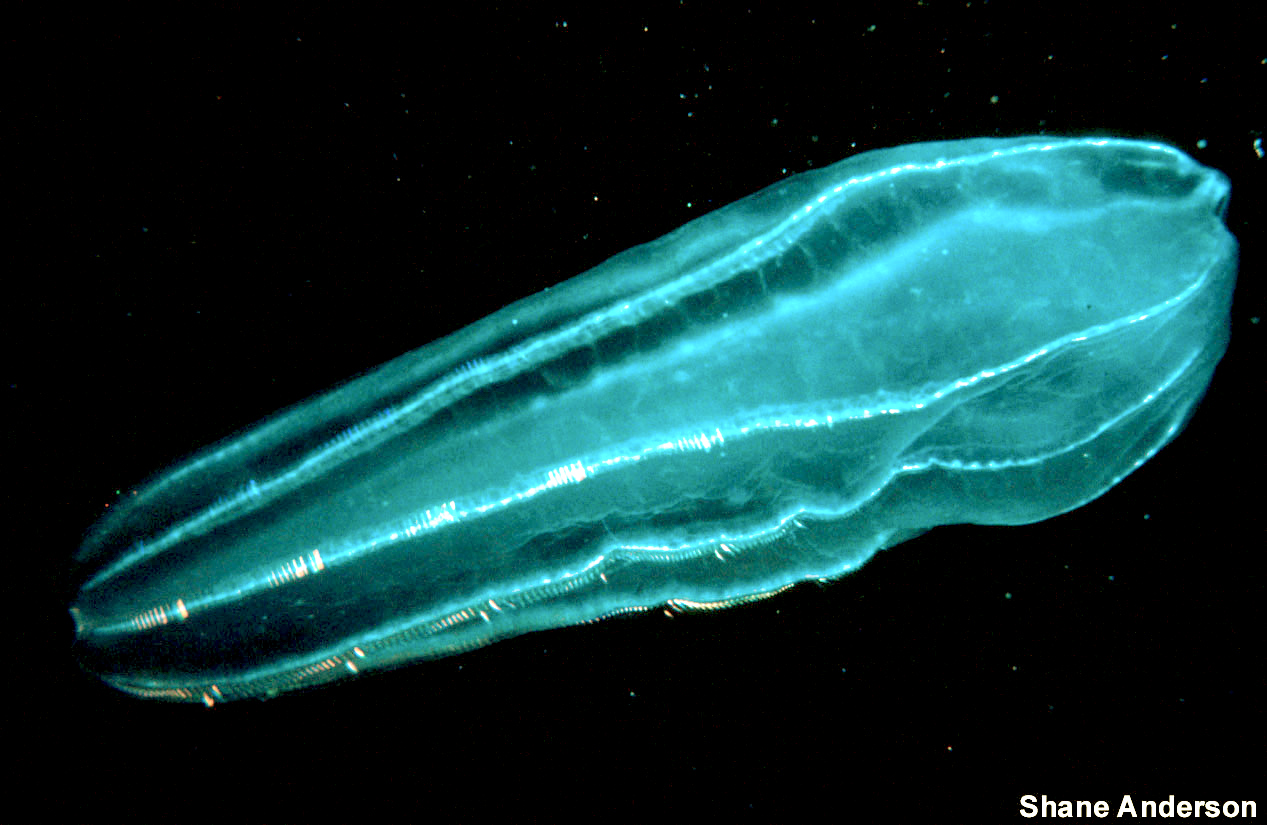